# Nature (revue)
Pour les articles homonymes, voir Nature (homonymie).
Nature est une revue scientifique généraliste de référence, à comité de lecture et publiée de manière hebdomadaire. C'est l'une des revues scientifiques les plus anciennes et les plus réputées au monde. Elle a été lancée en 1869 par le Britannique Joseph Norman Lockyer avec une vocation d'excellence dans tous les domaines des sciences dites dures — physique, mathématiques, chimie, biologie, génétique — mais aussi dans de nombreuses sciences dites exactes comme la paléontologie, la géologie, les sciences de l'évolution, l'archéologie, voire dans certains aspects des sciences sociales.

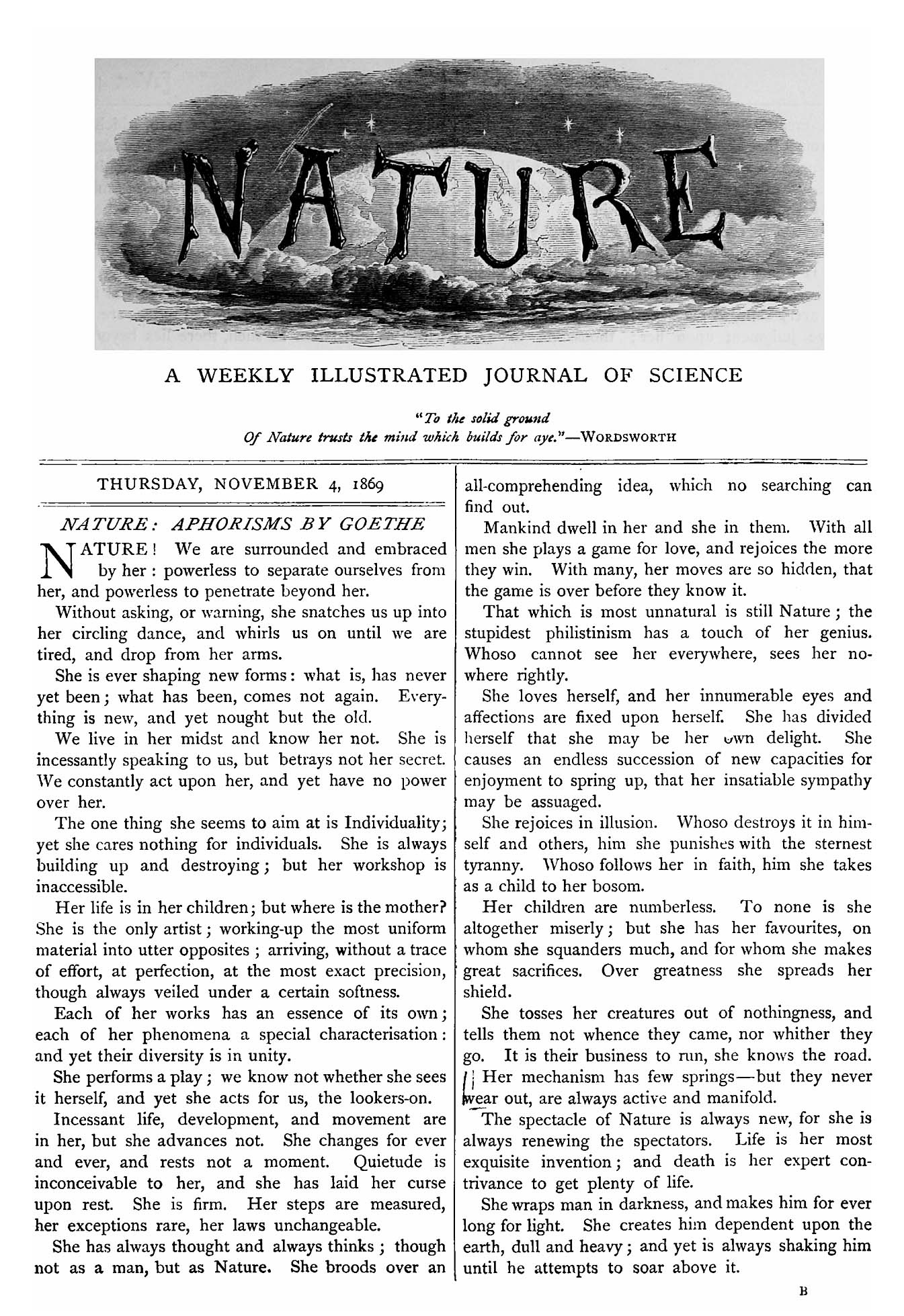
Premier numéro, publié le 4 novembre 1869.

La visibilité de Nature se traduit par son facteur d'impact à deux ans qui, en 2016, est de 43,769. En 2007, Nature est corécipiendaire, avec la revue américaine Science, du prix Princesse des Asturies de la communication, une première pour une revue scientifique.
Elle est publiée par le groupe de presse britannique Nature Publishing Group (fusionné depuis 2015 avec Springer Science+Business Media) et l'actuel directeur de publication est Magdalena Skipper.

## Histoire
La revue est fondée en 1869 par le scientifique et astronome britannique Joseph Norman Lockyer. Écrivant des articles scientifiques dans la revue The Reader, lorsque cette dernière cesse de paraître, il a l'idée de créer un magazine scientifique en s'associant avec l'éditeur Alexander MacMillan (en).
Le sous-titre du journal « A weekly illustrated Journal of Science » suggère que la publication s'adresse à un public de non spécialistes. Son but est annoncé dans le premier numéro paru le 4 novembre 1869 : il est « de présenter au grand public les principaux résultats du travail scientifique et de la découverte scientifique ; et de favoriser la reconnaissance générale des valeurs de la Science dans l'Éducation et la Vie quotidienne ».
La revue ne compte que de 100 à 200 abonnés au départ.
Au XXIe siècle, le titre londonien constitue, avec son rival américain Science, la plus prestigieuse des revues scientifiques généralistes, mais elle soulève bien des critiques. En 2013, la déclaration de San Francisco sur l'évaluation de la recherche milite contre les emplois abusifs du facteur d'impact qui mesure la renommée d'une revue, pas celle des articles et des chercheurs qu'elle publie. Ainsi la publication dans Nature en 2001 de l'article historique décrivant le séquençage du génome humain, cité depuis plus de 10 000 fois, a valu et vaut toujours au titre de posséder le facteur d'impact le plus élevé. La concurrence en termes de prestige et de publicité entre ces deux revues peut les conduire à privilégier les « hot papers » portant sur les domaines les plus controversés (cellules-souches, OGM, réchauffement climatique, etc.), ce qui leur assure d'être abondamment citées et une grande audience. La politique éditoriale de Nature peut ainsi favoriser la course à la publication d'articles suscitant un fort intérêt (dilemme du « publier ou périr »), ce qui vaut à la revue d'être surnommée le « Voici du monde scientifique ».
En octobre 2020, alors que Donald Trump et Joe Biden briguent tous deux le poste de président des États-Unis, la revue donne son soutien à Biden. Elle a déjà exprimé auparavant sa préférence pour Barack Obama (2012) puis Hillary Clinton (2016), mais pas d'une façon aussi « incisive ».

## Parutions remarquables
Cette section contient une liste de parutions remarquables de Nature :
- 4 novembre 1869 : premier article sur le rôle de la nature dans le développement des êtres humains par Thomas Henry Huxley[14] ;
- 1896 : première description des rayons X par Wilhelm Röntgen[15] ;
- 1897 : découverte de l'électron par Joseph John Thomson ;
- 1904 : article rapportant l'erreur de René Blondlot dans sa communication sur les rayons N, où il avait compromis Augustin Charpentier (en), Meyer[réf. nécessaire], Lambert, Paul Broca, Jean Becquerel, Colson et Bagard ;
- 1925 : publication de la découverte des Australopithèques en Afrique par Raymond Dart[16] ;
- 1939 : découverte de la fission nucléaire par Lise Meitner et Otto Frisch[17] ;
- 1953 : article sur la structure en double hélice de l'ADN par James Dewey Watson et Francis Crick[18] ;
- 1960 : description de la construction du premier laser par Theodore Maiman[19] ;
- 1966 : publication de la preuve de la tectonique des plaques par John Tuzo Wilson[20] ;
- 1968 : découverte des pulsars par Antony Hewish et Jocelyn Bell[21] ;
- 1975 : publication du premier anticorps monoclonal[22] ;
- 1985 : découverte du trou dans la couche d'ozone par Joe Farman et coll[23] ;
- 1995 : découverte de la première exoplanète par Michel Mayor et Didier Queloz[24] ;
- 1996 : premier clonage de mammifère avec Dolly par le groupe de Keith Campbell[25] ;
- 2001 : publication du génome humain par un consortium international[26] ;
- 2002 : découverte de Toumaï par le groupe de Michel Brunet[27],[28].

Nature, comme toute revue, a également publié des résultats polémiques et qui se sont rapidement révélés incorrects, comme la mémoire de l'eau.

## Héritage eugéniste et raciste
En 2022 Nature publie un article qui analyse le passé eugéniste et raciste de la revue. Sir Richard Gregory, 1st Baronet (en) à la tête de Nature durant 20 ans dans l'entre-deux guerres, de 1919 à 1939, a lui-même rédigé des articles soutenant des théories racistes. Ainsi en 1921, il oppose « les races hautement civilisées d’Europe et d’Amérique », qui seraient plus avancées que d'autres, et auraient connu une évolution plus longue.

## Autres revues
En plus du titre principal Nature, le Nature Publishing Group publie différents Nature spécialisés par branche de recherches, comme Nature Genetics ou Nature Physics (liste complète).